# Филозофија и друштво (часопис)
Филозофија и друштво је научни часопис који излази од 1987. године. Бави се широко дефинисаним филозофским и друштвеним питањима, теоријског или емпиријског приступа. Оријентисан је према филозофији, социологији, антропологији али се дотиче и тема политикологије, психологије, историје, географије, лингвистике, семиотике, комуникологије, економије, технологије, масмедије и педагогије.

## О часопису
Филозофија и друштво је академски часопис отвореног приступа, основан 1987. године који издаје Институт за филозофију и друштвену теорију Универзитета у Београду. Циљ часописа је да обухвати и представи кључне теме савремене теорије подстичући истовремено истраживачку сврху студија филозофије и друштва. Кроз своје текстове које стварају утицајна научна имена Србије и иностранства промовише иновативно и критичко мишљење, отворену и конструктивну расправу, успут стварајући простор за развитак дискусије о питањима интелектуалне и друштвене свакодневности како у Србији, тако и унутар регионалне и међународне академске мреже.
Часопис Филозофија и друштво објављује: 
1. Истраживачке чланке који представљају изворни научни допринос (до 60.000 словних знакова) или чланке прегледног карактера (до 40.000 словних знакова).
2. Приказе (до 20.000 словних знакова) актуелних и релевантних научних издања.
3. Осврте, полемике и критике (до 30.000 словних знакова).
4. Тематске блокове које у сарадњи са уредништвом организују гости уредници.[1]

Објављивање часописа финансијски помаже Министарство просвете, науке и технолошког развоја Републике Србије. Радови за објављивање се примају током целе године али уколико чланак не задовољава осбовне академске стандарде, уредништво задржава право да га одбије.
Часопис нема сталне рубрике већ су радови организовани по унапред задатим темама. Ипак често се понављају рубрике попут "Прикази", "Интервјуи" и "Студије и чланци".

### Периодичност излажења
На почетку објављивања часопис излази као један број на две године (1987, 1989, 1991, 1993), а затим по два на годину дана (1994, 1995, двоброј 1996). Године 1997, 1999 и 2001 опет излази по један број, док 1998 и 2000 по два. Године 2002. излазе два броја али је један од њих дупли. Следеће излази такође дупли број а 2004. два стандардна (XXIV и XXIV). Од 2005. излази три пута годишње и ту периодичност држи до 2010. Од 2011. до данас часопис "Филозофија и друштво" излази четири пута годишње (три пута месечно).

## Уредници
- Главни и одговорни уредници:

1. од бр. 2 (1989) Војислав Коштуница;
2. од бр. 3 (1990) Божидар Јакшић;
3. од бр. 8 (1995) Загорка Голубовић;
4. од бр. 9/10 (1996) Светозар Стојановић;
5. од бр. 18 (2001) Миле Савић;
6. од бр. 24 (2004) Стјепан Гредељ;
7. од бр. 1 (2011) Предраг Милидраг;
8. од бр. 1 (2013) Растко Јованов.[2]

## Аутори прилога
У часопису "Филозофија и друштво" објављивали су текстове многи медијски познати аутори међу којима су:
- Зоран Ђинђић[3]
- Јовица Тркуља[4]
- Коста Чавошки[5]
- Небојша Попов[6]

## Електронски облик часописа
Од 2000. године постоји електронско издање часописа који је индексиран у међународним базама података попут: ERIH PLUS (European Reference Index for the Humanities and Social Sciences), Philosopher’s Index, EBSCO, PhilPapers, ResearchGate, Genamics JournalSeek, Google Scholar, J-Gate, ProQuest (relevant databases), ReadCube, Europeana Collections, Journal Index, Baidu Scholar.